# ایشکوه
ایشکوه یکی از توابع بخش دیلمان با آب و هوای معتدل و کوهستانی است.
ایشکوه به دو بخش بالا ایشکوه (جور ایشکوه) و پایین ایشکوه (جیر ایشکوه) تقسیم می‌شود. تعداد خانوارهای پایین ایشکوه به ۱۴ خانوار میرسد.
مکان‌های تفریحی این روستا کافر قلعه، باغ شاه، توت باغ، تلابون و راه‌روی ورودی روستا است که دارای درختانی سر سبز می‌باشد.
اهالی روستا به کشت گندم، عدس، لوبیا مشغولند و دامداری در این روستا کاملاً از بین رفته و مردم بیشتر به کار کشاورزی مشغولند.